# 120196 Kevinballou
120196 Kevinballou è un asteroide della fascia principale. Scoperto nel 2004, presenta un'orbita caratterizzata da un semiasse maggiore pari a 2,3237278 UA e da un'eccentricità di 0,1631656, inclinata di 8,56218° rispetto all'eclittica.